# Стрела (съзвездие)
Стрела е едно от най-малките съзвездия (само Жребче и Южен кръст са по-малки от него). То е едно от 48-те съзвездия, описани от Птолемей в древността, и едно от 88-те съвременни съзвездия, използвани от Международния астрономически съюз. Разположено е северно от небесния екватор, в една от най-наситените части на Млечния път. Има ясно изразена форма на летяща стрела. Според една от легендите, то изобразява стрелата, изстреляна от намиращия се в съседство Херкулес срещу Орелът, кълвящ прикования Прометей.

## Ярки звезди
γ/гама/Sge – оранжево-червена звезда, 3.47 зв.в., спектрален клас М0
δ/делта/Sge – оранжево-червена звезда, 3.82 зв.в., спектрален клас М2
α/алфа/Sge – Шам /араб. „стрела“/ – жълта звезда, 4.37 зв.в., спектрален клас G1. Единствената звезда от 4 величина, на която древните арабски астрономи са дали собствено име.

## Променливи звезди
S Стрела – пулсираща променлива звезда цефеида, видимият блясък на която се изменя от 2.2 зв.в. до 6.0 зв.в. с период от 8,4 дни.
U Стрела – затъмнителна променлива звезда /тип „алгол“/, видимият блясък на която се изменя от 6.45 зв.в. до 9.3 зв.в. с период от 3.38 дни.
VZ Стрела – червен гигант, променящ видимия си блясък от 5.3 зв.в. до 5.6. зв.в. през произволен период от време.
FG Стрела – необичайна променлива звезда. В периода от 1890 г. до 1967 г. постепенно е увеличила блясъка си от 13.6 до 9.4 зв.в., след което измененията са се прекратили.

## Кратни звезди
ζ/дзета/Sge – В неголям телескоп лесно се различава двойка сини звезди от 5-а и 9-а зв.в., отстоящи на 8.4" /ъглови секунди/. По-ярката от двете звезди също има два компонента, но поради голямата си близост /0.2"/, те могат да бъдат разделени само с професионална техника. На видимо разстояние 75" от ζ Sge с малък телескоп може да се забележи звездичка от 11 зв.в., за която се предполага, че е четвъртият компонент на кратната система.

## Периодична нова
WZ Стрела – звезда от едва 15 зв.в., която практически не може да се види в любителски телескоп. През 1913, 1946 и 1978 г. е избухвала и яркостта ѝ е достигала 7 зв.в., т.е. наблюдавала се е в малък бинокъл. Следващият взрив може да се очаква всеки момент.

## Сферичен звезден куп
М71 (NGC 6838) – звезден куп от 8 зв.в. и видим размер от 6.1 ъглови минути. Видим с бинокъл като слабо, леко разтеглено петно. Един от най-близките до нас и най-разредените сферични купове — дълго време е бил погрешно каталогизиран като разсеян звезден куп.